# Progress Rail Locomotive
Progress Rail Locomotive, dříve Electro-Motive Diesel (zkráceně EMD), je americká společnost zabývající se výrobou a modernizacemi lokomotiv, včetně souvisejících činností, a výrobou dieselových motorů. Je součástí firmy Progress Rail, dceřiné společnosti nadnárodní korporace Caterpillar. Její sídlo je v obci McCook poblíž Chicaga, výroba lokomotiv probíhá v Muncie ve státě Indiana a několika dalších závodech po celém světě.
Její původ se datuje do roku 1922, ve svých počátcích firma vyráběla motorové vozy, brzy se však přeorientovala na výrobu diesel-elektrických lokomotiv. Mezi lety 1941 a 2005 byla pod názvem Electro-Motive Division jednou z divizí korporace General Motors. V období od druhé světové války až do 80. let byla největším výrobcem dieselových lokomotiv v Severní Americe. Lokomotivy také vyvážela mimo Spojené státy, ať už přímo, či poskytováním výrobních licencí jiným lokomotivkám. V malém množství stavěla i elektrické a dvouzdrojové lokomotivy.
Firma dlouhou dobu používala k pohonu svých lokomotiv dvoudobé vznětové motory. Spalovací motory EMD jsou kromě železničních aplikací nabízeny také pro stacionární použití (např. elektrocentrály, pohon čerpadel) a pohon lodí.

## Historie

### Založení
V roce 1922 byla v Clevelandu založena společnost Electro-Motive Engineering Corporation. Firma, jejíž název byl již v následujícím roce změněn na Electro-Motive Company (zkráceně EMC), se zabývala vývojem motorových vozů se zážehovými motory a elektrickým přenosem výkonu a následně koordinovala činnost subdodavatelů, kteří dodávali jednotlivé konstrukční celky a prováděli i konečnou montáž. Obvyklým dodavatelem spalovacích motorů byla firma Winton Engine Company (sídlící taktéž v Clevelandu), elektrických komponentů General Electric, mnoho vozů pak bylo zkompletováno společností St. Louis Car Company. První motorové vozy byly zákazníkům dodány v roce 1924, do roku 1928 firma EMC prodala přes 260 vozů, což představovalo 80 % amerického trhu. Motorové vozy byly nasazovány na regionálních drahách, kde představovaly levnější alternativu ke konvenčním soupravám s parními lokomotivami. První vozy byly určeny převážně k sólovému provozu, později však byly často přidávány i přípojné vozy, což si vynutilo použití výkonnějších motorů, případně dvojic agregátů. V důsledku velké hospodářské krize však došlo k výraznému poklesu objednávek a následnému ukončení produkce motorových vozů EMC v roce 1932, dohromady jich bylo vyrobeno kolem 400 kusů.

### Převzetí korporací General Motors

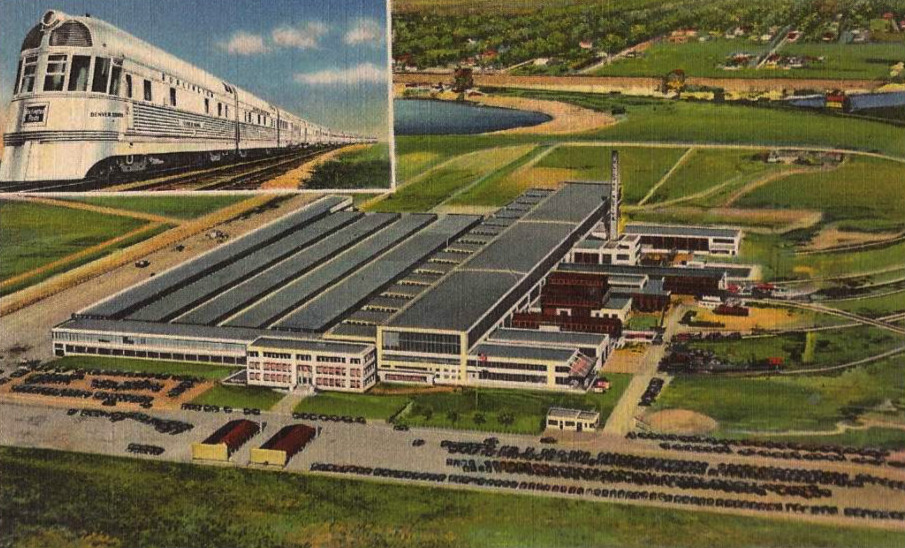
Výrobní závod v La Grange na pohlednici, v levém rohu motorová jednotka Zephyr

Koncern General Motors odkoupil v roce 1930 výrobce motorů Winton a o několik měsíců později pak i firmu EMC, která byla přejmenována na Electro-Motive Corporation. Winton a GM na počátku 30. let pracovaly na vývoji vznětových motorů pro potřeby amerického námořnictva, výsledkem čehož byl dvoudobý motor typu Winton 201. EMC se ve stejné době účastnila vývoje rychlých motorových jednotek po vzoru německé jednotky DRG řady 877. V roce 1934 tak byla představena jednotka UP M-10000, poháněná ještě zážehovým motorem Winton 191A, a následně i jednotka CB&Q Zephyr, poháněná vznětovým motorem 201A, upravenou verzí typu 201. Stejný typ motoru pak EMC využila v roce 1935 u svých prvních posunovacích lokomotiv a jeho výkonnější verzi pak i pro pohon prvních osobních lokomotiv řady E. Na jaře roku 1936 zahájila EMC výrobu lokomotiv ve vlastním výrobním závodě. Ten byl postaven v obci McCook na předměstí Chicaga, ale často je nazýván jako závod La Grange, dle sousední obce, jejíž poštovní adresu využíval, jelikož McCook vlastní poštovní pobočku neměl.
Nedostatky původně lodního motoru v železničním nasazení měly být vyřešeny vývojem zcela nového spalovacího motoru typu 567, jehož označení vycházelo ze zdvihového objemu jednoho válce vyjádřeného v kubických palcích. Stejně jako v případě jeho předchůdce šlo o dvoudobý vznětový motor s přímým vyplachováním přeplňovaný Rootsovými dmychadly. Motor byl vyráběn v několika verzích s různý počtem válců uspořádaných do V, kdy řady válců svíraly úhel 45°, jednotlivé verze sdílely mnoho vzájemně zaměnitelných dílů. Starší motory Winton přitom byly vyráběny v řadovém i vidlicovém uspořádání (s řadami svírajícími úhel 60°), s nízkou vzájemnou kompatibilitou. Ke konci 30. let navíc EMC začala využívat vlastní elektrické komponenty, vyráběné spolu se spalovacími motory v La Grange.

### Druhá světová válka a poválečné období

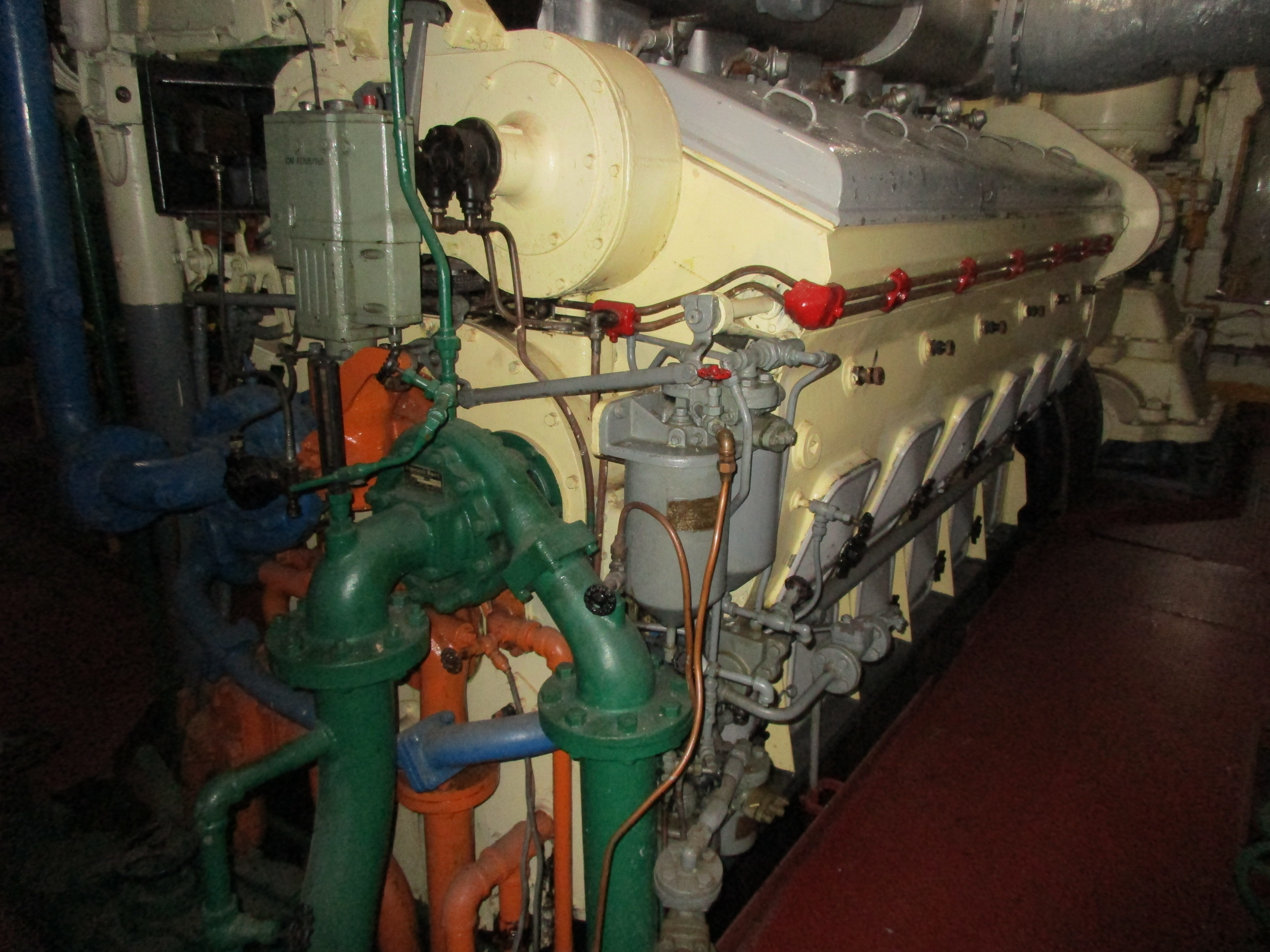
Motor EMD 567 na lodi LST

Jednou z prvních řad využívajících motor 567 byla lokomotiva FT, jejíž prototypy se v roce 1939 vydaly na předváděcí turné po Spojených státech, které mělo prokázat, že dieselové lokomotivy jsou schopné nahradit parní trakci i v nákladní vozbě na hlavních tratích. Roku 1941 se firma EMC transformovala v jednu z divizí GM, a to pod názvem Electro-Motive Division (EMD). Události související se zapojením Spojených států do 2. světové války výrazně ovlivnily i výrobu lokomotiv. Některé materiály, včetně mědi potřebné v elektrické části lokomotiv, se staly nedostatkovými, navíc byly strojírenské firmy pověřovány válečnou výrobou, EMD tak musela vyrábět diesel-elektrické pohony pro námořní použití. Válečná nařízení také určovala, jaké typy lokomotiv smí konkrétní výrobce produkovat. Zakázána byla po většinu války výroba čistě osobních lokomotiv, společnosti Alco a Baldwin směly vyrábět jen menší (převážně posunovací) lokomotivy, zatímco EMD byla pověřena výrobou nákladních traťových lokomotiv, se kterými měla před válkou největší zkušenosti. EMD tak získala několik let cenného náskoku před konkurencí, který po válce dokázala využít.
Během poválečné motorizace amerických železnic si EMD držela pozici největšího výrobce lokomotiv, téměř tři čtvrtiny dieselových lokomotiv, které nahradily parní trakci, vyrobila právě EMD. Produkci jejích traťových strojů ovládaly skříňové lokomotivy, když však ke konci 40. let začínalo být jasné, že na popularitě získává koncepce kapotových lokomotiv road switcher, nabízená ostatními lokomotivkami, zaměřila i firma EMD své vývojové úsilí tímto směrem. Po představení lokomotivy GP7 v roce 1949 společnost prakticky ovládla i tuto část trhu a čtyřnápravové lokomotivy série GP (zkratka vycházela ze slov General Purpose, volně přeloženo jako víceúčelová lokomotiva), přezdívané „Geep“, se ve výrobě v mnoha variacích udržely až do 90. let. Od počátku 50. letech byly navíc po vzoru ostatních výrobců do portfolia zařazovány šestinápravové varianty lokomotiv GP, které byly označovány písmeny SD (z anglického Special Duty, tj. mimořádná služba). Ačkoliv zpočátku byly takové stroje nakupovány jen v malých počtech, později se staly severoamerickým standardem.

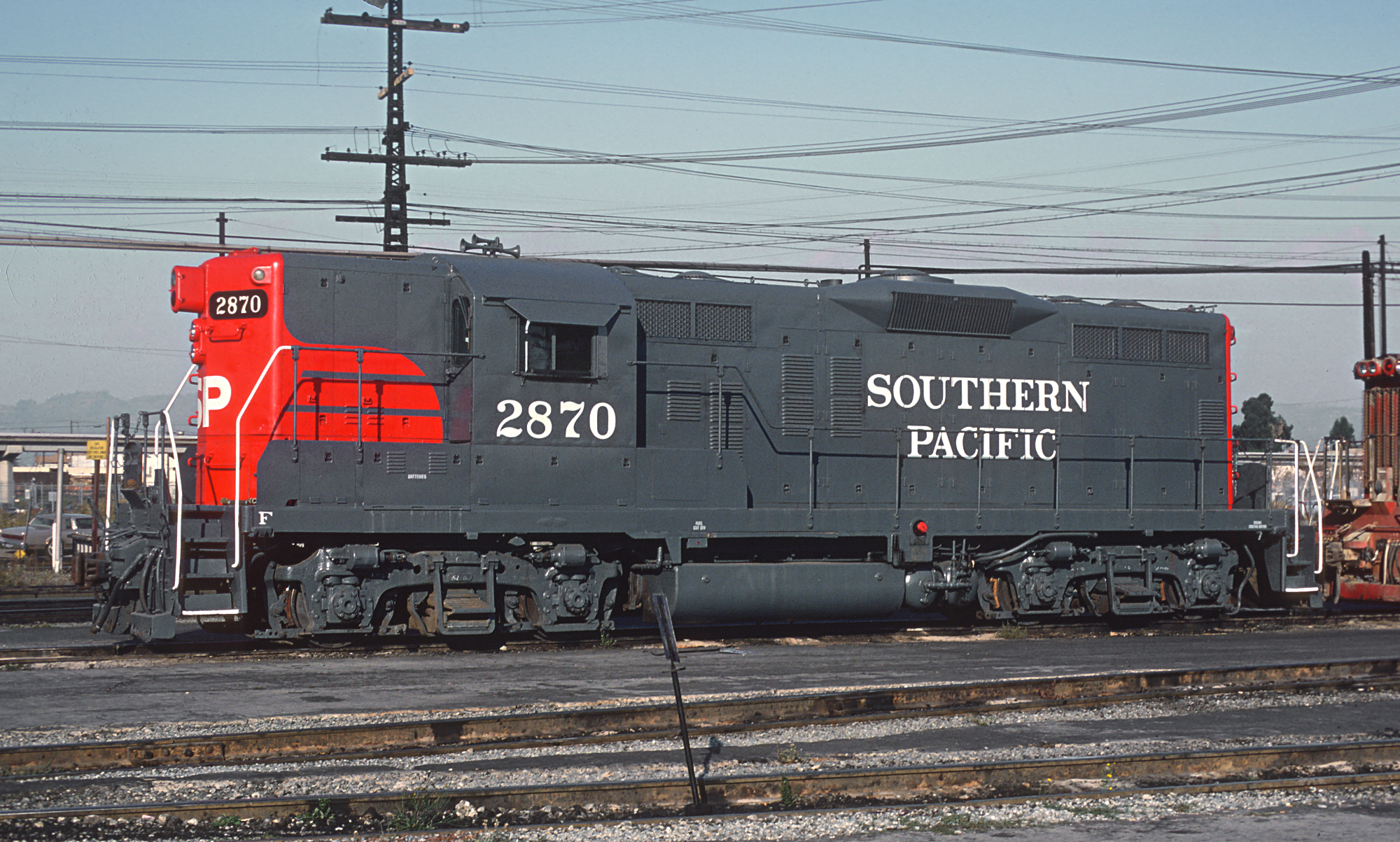
Lokomotiva GP9, jedna z nejpočetnějších z produkce EMD

Vysoká poptávka si vyžádala navýšení výrobních kapacit, během vrcholu produkce opouštělo továrny EMD kolem 10 lokomotiv denně. V roce 1946 byl otevřen závod č. 2 v jižním Chicagu, který vyráběl některé komponenty a části lokomotiv a byl uzavřen až v 80. letech. Během roku 1948 byla zahájena produkce lokomotiv v závodě č. 3 v Clevelandu. Ačkoliv zde výroba probíhala jen šest let, odhaduje se, že jeho brány opustilo asi 3600 lokomotiv. V roce 1950 pak byla zahájena výroba lokomotiv v závodě kanadské filiálky General Motors Diesel (GMD) v Londonu, zpočátku šlo o lokomotivy určené pro kanadský a některé další exportní trhy. V průběhu 50. let severoamerický trh s dieselovými lokomotivami opustili dva menší výrobci (Baldwin a Fairbanks-Morse), prakticky jediným zbývajícím konkurentem EMD tak byla firma Alco, která však v prodejích výrazně zaostávala. Největšího tržního podílu EMD dosáhla v roce 1957, a to 89 %.

### Druhá generace lokomotiv
Tlak na neustálé zvyšování výkonu nakonec donutil i EMD k implementaci přeplňování motoru pomocí turbodmychadla, které jiní výrobci používali již dříve, počínaje rokem 1958 a typem SD24 tak začaly být lokomotivy EMD vybavovány turbodmychadly. Šlo o turbodmychadla vlastní konstrukce, v oblasti malého zatížení pracující jako kompresor poháněný mechanicky od motoru, při dosažení dostatečného tlaku výfukových plynů při vyšším zatížení zajistila volnoběžka přechod na funkci klasického turbodmychadla. Právě využití turbodmychadel je považováno za počátek lokomotiv EMD druhé generace, kdy jako druhá generace se v Severní Americe označují dieselové lokomotivy vyráběné přibližně od roku 1960 až do 80. let, nahrazující již starší dieselové stroje, a nikoliv parní lokomotivy. EMD však nadále nabízela i verze lokomotiv s přeplňováním Rootsovými dmychadly.

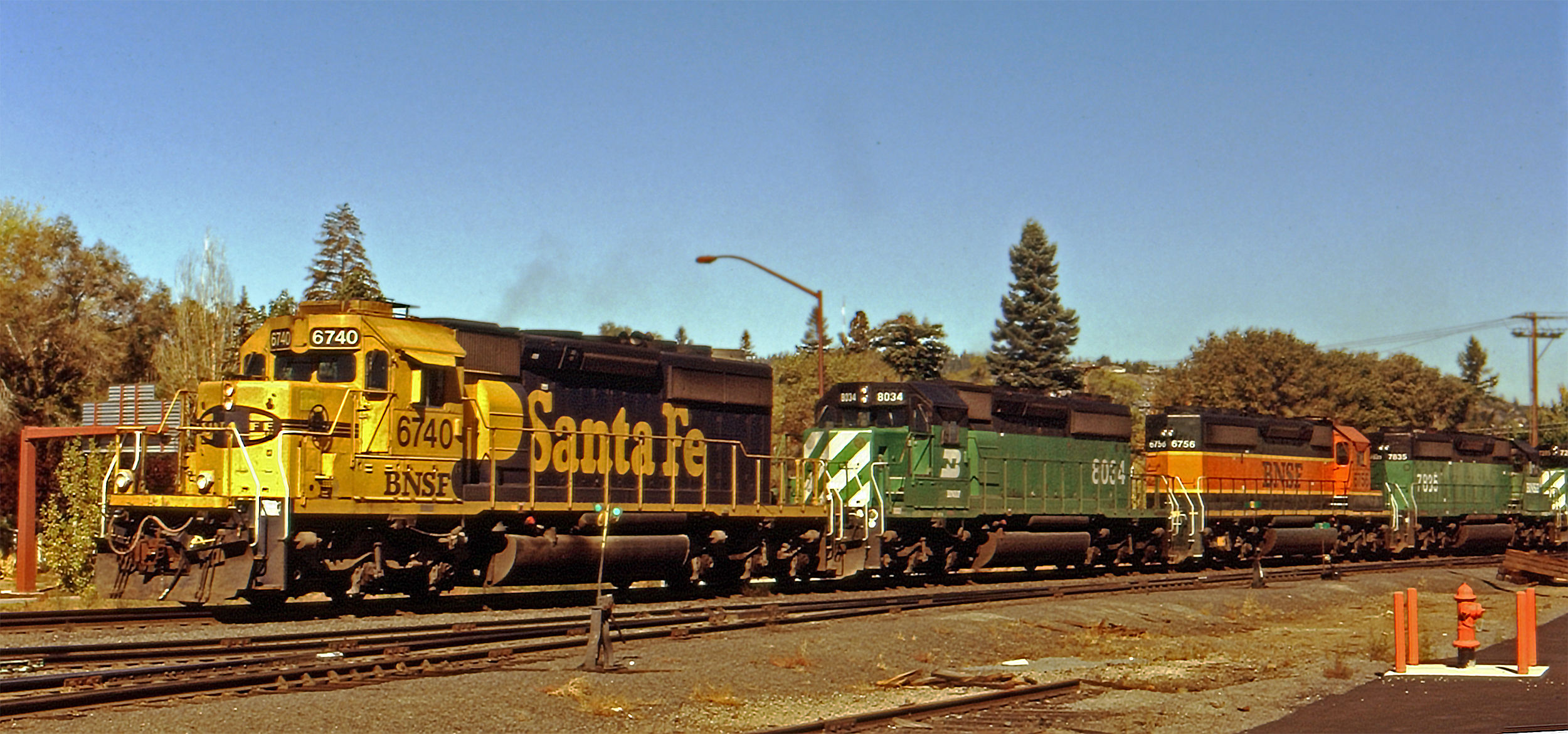
Pětice lokomotiv SD40-2

V roce 1960 vstoupila na americký trh s traťovými lokomotivami společnost General Electric a brzy nahradila na druhé pozici v pořadí výrobců firmu Alco, která byla nakonec nucena výrobu lokomotiv ve Spojených státech v roce 1969 ukončit. V říjnu 1962 opustila závod La Grange 25 000. lokomotiva EMD, ve stejném roce převzal tento závod výrobu neželezničních spalovacích motorů od firmy Cleveland Diesel Engine Division (následnice původní Winton Engine Company), která byla uzavřena v souvislosti s poklesem poptávky po dieselových motorech ze strany amerického námořnictva, které v té době zařazovalo do služby ponorky s jaderným pohonem.
Pro navýšení výkonu svých lokomotiv EMD v polovině 60. let začala využívat nové motory typu 645, vzniklé z typu 567 zvětšením vrtání a souvisejícím zvýšením zdvihového objemu jednoho válce na 645 kubických palců. Zároveň byly výkonnější lokomotivy vybavovány smíšeným přenosem výkonu s trakčním alternátorem a polovodičovým usměrňovačem, jelikož použití stejně výkonného stejnosměrného dynama by bylo problematické. Mezi lety 1969 a 1971 EMD pro železnici Union Pacific vyrobila 47 kusů lokomotiv DDA40X, které se staly největšími jednodílnými diesel-elektrickými lokomotivami na světě. Na těchto lokomotivách byl otestován (písmeno X znamenalo experimentální) koncept modulární řídicí elektroniky, kterým byly následně osazovány lokomotivy série „Dash 2“. Toto pojmenování v překladu znamenající „Pomlčka 2“ vychází z toho, že nové lokomotivy si ponechaly označení typu, ze kterého vycházely, doplněné o příponu „-2“. Například jedna z nejpopulárnějších lokomotiv EMD, SD40-2 představená v roce 1972, vycházela z předchozího typu SD40, se kterým sdílela stejný výkon i většinu ostatních charakteristik.

### Přesun výroby a odprodej
V roce 1983 byla EMD sesazena z první příčky co do roční produkce lokomotiv společností GE, a ačkoliv se v průběhu 80. let oba konkurenti na této pozici ještě několikrát vystřídali, počínaje rokem 1990 prodávala firma GE pravidelně více lokomotiv než EMD. V roce 1984 začala EMD do svých lokomotiv instalovat nový motor typu 710G, jehož označení opět vychází ze zdvihového objemu, který byl v tomto případě proti typu 645 zvýšen prodloužením zdvihu. Zároveň byly nově v řídicích obvodech lokomotiv využity mikroprocesory. Kolem roku 1986 se EMD začala zabývat také pronájmem lokomotiv.
V roce 1988 došlo k přesunu hlavní části výroby lokomotiv EMD z La Grange do závodu Diesel Division of General Motors of Canada (bývalé GMD) v kanadském Londonu a oba subjekty se staly součástí skupiny General Motors Locomotive Group (GMLG). Důvodem konsolidace byla nevyužitá kapacita amerického závodu, který byl schopen dokončovat téměř šest lokomotiv denně, výrazně více, než kolik si žádala poptávka, a výhodnější situace na trhu práce v Kanadě. Závod v Londonu měl po potřebných úpravách denní kapacitu kolem dvou lokomotiv. Poslední z přibližně 30 000 vyrobených lokomotiv opustila La Grange v roce 1992, v místě však nadále zůstaly administrativní budovy a výroba některých dílů, včetně spalovacích motorů a určitých elektrických komponentů. Brzy se ukázalo, že výrobní kapacita v Londonu dostatečná není, a činnosti jako konečná montáž, lakování a testování začaly být v určité míře objednávány u třetích stran. V průběhu let tak byly některé lokomotivy EMD dokončovány v železničních dílnách a výrobních závodech dopravně-strojírenských firem po celé Severní Americe. Největším partnerem se v tomto ohledu stala společnost Bombardier Transportation, která jen do roku 2007 ve svém závodě v mexickém Sahagúnu zkompletovala přes 1100 lokomotiv EMD.

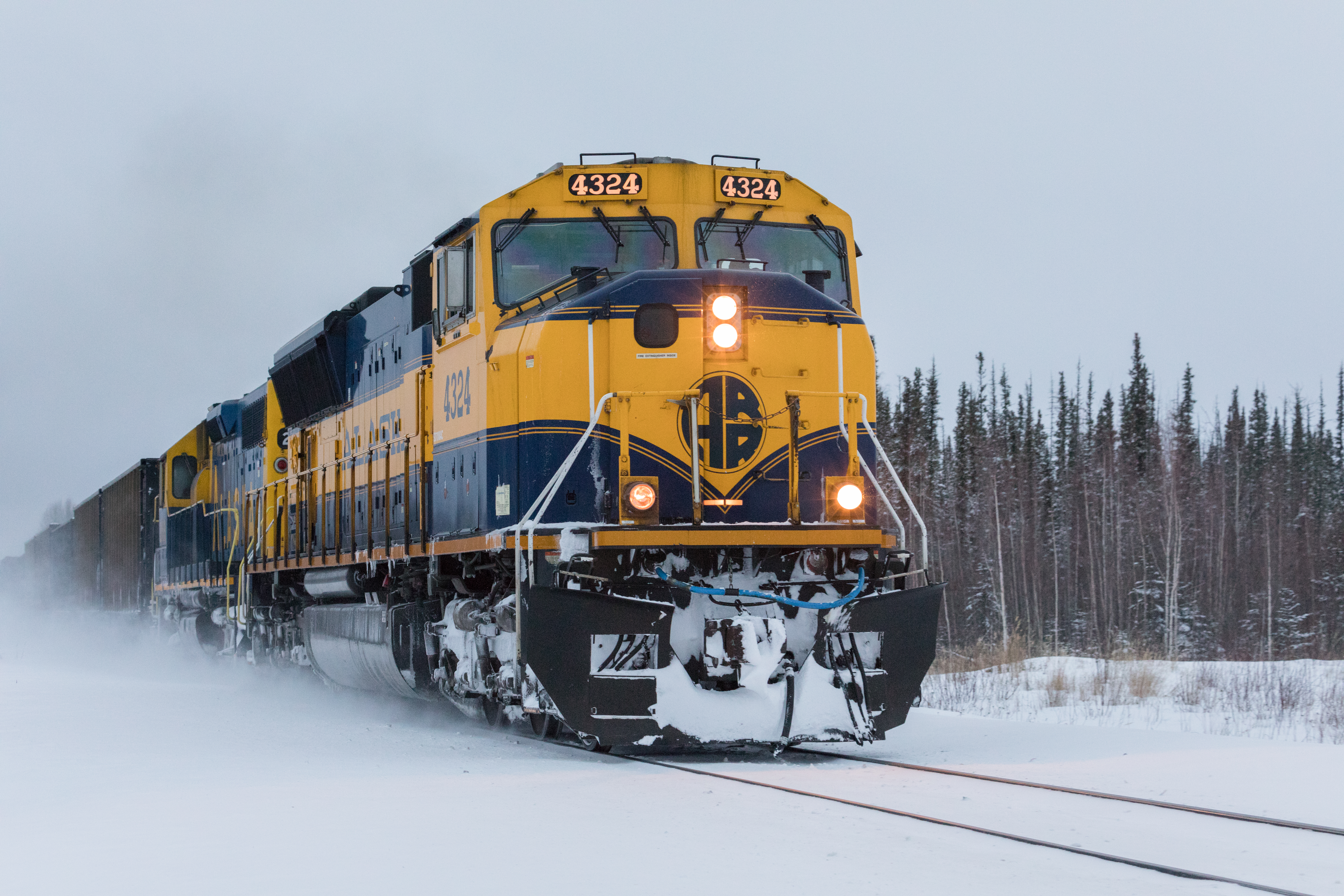
SD70MAC v čele vlaku na trati Alaska Railroad

Systém střídavého přenosu výkonu, vyvinutý ve spolupráci s firmou Siemens, byl poprvé komerčně použit v roce 1993 na lokomotivách SD70MAC. Využíval pouze dva střídače, na každý podvozek jeden, čímž se lišil od systému používaného u konkurenčních lokomotiv GE, kde připadal jeden střídač na každé dvojkolí. Takové řešení EMD napodobila až o necelých 20 let později. V polovině 90. let EMD představila svůj první čtyřdobý motor, typ 265H, jehož označení vycházelo z vrtání válců v milimetrech. Jeho použití v lokomotivách SD90MAC však bylo problematické a většina nových lokomotiv byla nadále vybavována motory 710G. V roce 1999 si železniční společnost Union Pacific u EMD objednala 1000 lokomotiv SD70M s dodáním v následujících několika letech, což bylo považováno za největší objednávku jednoho typu lokomotivy v severoamerické historii.
Electro-Motive se svými partnery jako součást koncernu General Motors dodala přes 58 000 lokomotiv do 73 zemí světa předtím, než byla v dubnu 2005 odprodána sdružení firem Greenbriar Equity Group LLC, Berkshire Partners LLC a několika menších společníků. Firma byla přejmenována na Electro-Motive Diesel, Inc., čímž si zachovala iniciály EMD.

### Součást korporace Caterpillar

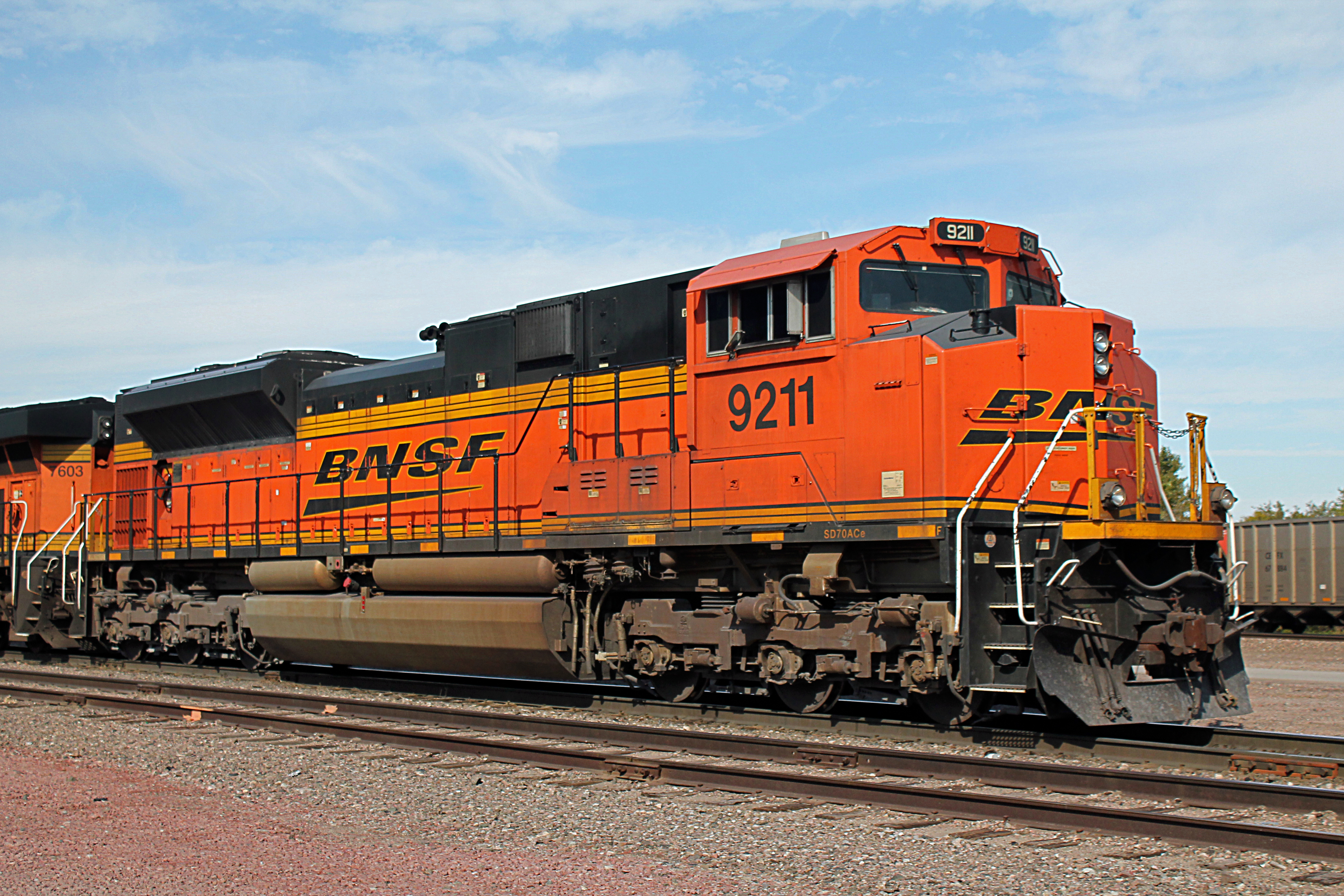
Lokomotiva SD70ACe společnosti BNSF

V roce 2010 byla firma EMD zakoupena za 820 milionů dolarů nadnárodní korporací Caterpillar a stala se součástí její dceřiné společnosti Progress Rail. V roce 2011 byla dokončena první lokomotiva v nově otevřeném výrobním závodě firmy v Muncie, zatímco závod Bombardier Transportation v Sahagúnu začal vyrábět také lokomotivní rámy a postupně se stal jedním z hlavních dodavatelů lokomotiv EMD SD70ACe pro severoamerický trh. Naopak výroba lokomotiv v závodě London byla v roce 2012 ukončena. V září 2016 byla firma Electro-Motive Diesel přejmenována na Progress Rail Locomotive Inc., bylo však oznámeno, že k označení produktů bude nadále používán název a logo EMD.
Když 1. ledna 2015 ve Spojených státech vstoupila v platnost emisní norma EPA Tier 4, společnost Progress Rail stále teprve vyvíjela nákladní lokomotivu, která by normu splňovala. Motor 710G se sice již dříve podařilo upravit tak, aby emisně vyhovoval, řešení ale nebylo vhodné pro komerční využití. Vývoj se místo toho zaměřil na nový čtyřdobý motor 1010J, který vycházel z typu 265H, ale pro snížení emisí byl mimo jiné vybaven systémem EGR. Nová lokomotiva SD70ACe-T4 byla představena na podzim 2015, první kusy byly zákazníkovi dodány na konci roku 2016. Osobní lokomotivy F125, vyvinuté ve spolupráci se španělskou společností Vossloh Rail Vehicles, používaly motor CAT C175 vybavený technologií SCR. V roce 2020 byla vyvinuta posunovací akumulátorová lokomotiva, označená marketingovým názvem EMD Joule, kterou si v počtu několika kusů objednali zákazníci v Austrálii, Brazílii a USA.

## Výrobní závody

### La Grange

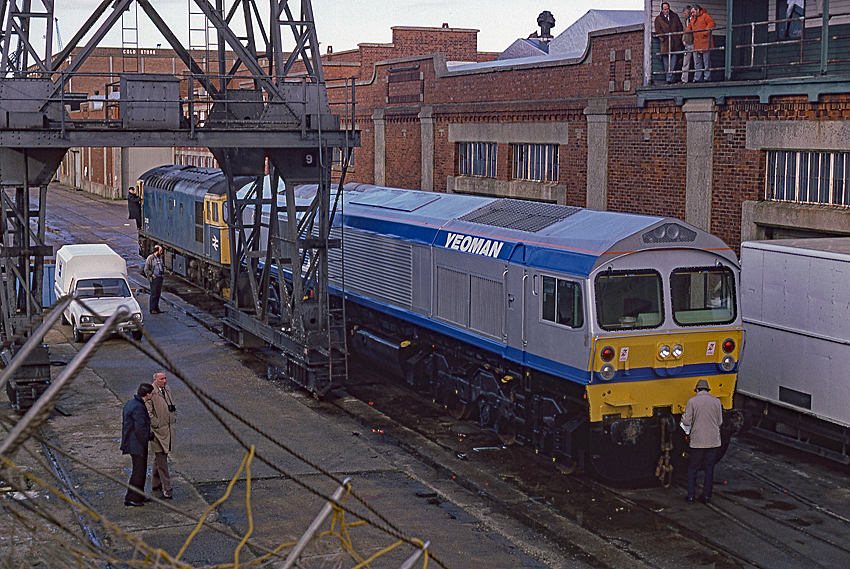
Lokomotiva britské řady 59 po vyložení v docích v Southamptonu, vyrobena byla v La Grange a do Británie dopravena lodí

Výrobní areál v obci McCook na předměstí Chicaga, ale pojmenovaný po sousedním La Grange, jehož stavba byla zahájena v roce 1935, byl po dlouhou dobu hlavním závodem vyrábějícím lokomotivy EMD. I po přesunu produkce lokomotiv do Kanady na konci 80. let zde zůstalo sídlo firmy a výroba některých klíčových komponentů včetně spalovacích motorů, velká část původních výrobních hal však byla kolem roku 2000 srovnána se zemí. V roce 2018 firma Progress Rail oznámila možné omezení produkce komponentů v La Grange a v březnu 2021 byl dokončen přesun výroby motorů do Winston-Salemu.

### London
Továrna kanadské pobočky General Motors v Londonu se od roku 1950 věnovala výrobě lokomotiv pro kanadský trh a část exportu, na konci 80. let se pak stala hlavním výrobcem lokomotiv EMD. Jako zkušební trať závodu sloužila výhybna na trati železnice CP. V lednu 2012 došlo v závodě London ke sporům mezi vlastníkem a odbory v rámci vyjednávání o nové kolektivní smlouvě a o měsíc později bylo oznámeno uzavření závodu. Dle dohody však ještě byly dokončeny rozestavěné lokomotivy, poslední opustila London v červnu 2012.

### Muncie
V průběhu roku 2010 firma Progress Rail získala nevyužívanou továrnu v Muncie ve státě Indiana, naposledy užívanou společností ABB k výrobě transformátorů, a začala ji přestavovat na výrobní závod lokomotiv, součástí těchto úprav byla i stavba zkušebního okruhu. Výroba lokomotiv na americkém území by firmě mimo jiné umožnila prodávat osobní lokomotivy pořizované s federální dotací, jelikož u nich zákony vyžadují finální montáž ve Spojených státech. První lokomotiva zde byla dokončena v říjnu 2011.

### Export
Ačkoliv část lokomotiv pro trhy mimo Severní Ameriku byla exportována přímo ze závodů společnosti v USA a Kanadě, v rámci licenčních ujednání bylo mnoho strojů postaveno také zahraničními lokomotivkami. V říjnu 2012 byl otevřen výrobní závod EMD v Sete Lagoas v brazilském státě Minais Gerais.